# Горный парк Вильгельмсхёэ
Горный парк Вильгельмсхёэ — дворцово-парковый ансамбль площадью 2,4 км² в гессенском городе Кассель (Германия). 23 июня 2013 на 37-й сессии Комитета Всемирного наследия ЮНЕСКО, проходившей в Камбодже, был включён в список Всемирного наследия ЮНЕСКО.
Расположен в окраинном кассельском районе Вильгельмсхёэ (он же — бывший город Бад-Вильгельмсхёэ). В парке находятся Кассельские водяные каскады, сбегающие в восточном направлении от расположенной на вершине парковой горы статуи Геркулеса, которая стала своеобразным символом города. Замки Вильгельмсхёэ и Лёвенбург, входящие в состав паркового комплекса, выстроены в стиле классицизма и неоготики соответственно, парк, отражающий историю европейского искусства разных эпох, в большей степени соответствует традициям английской парковой архитектуры. Строительство парка началось в 1696 году, последующее расширение продолжалось на протяжении 150 лет. Заказчиками строительства выступали ландграфы и курфюрсты Гессена-Касселя.
В январе 2012 года земля Гессен подала в Комитет Всемирного наследия ЮНЕСКО заявку на включение горного парка в Список всемирного наследия, которая была удовлетворена 23 июня 2013 года на 37-й сессии Комитета Всемирного наследия ЮНЕСКО. Горный парк стал 38-м германским объектом в этом списке. С 2009 года парк входит в европейскую сеть «European Garden Heritage Network». Он находится в ведении Администрации государственных замков и парков земли Гессен.